# Pointe de flèche (route)

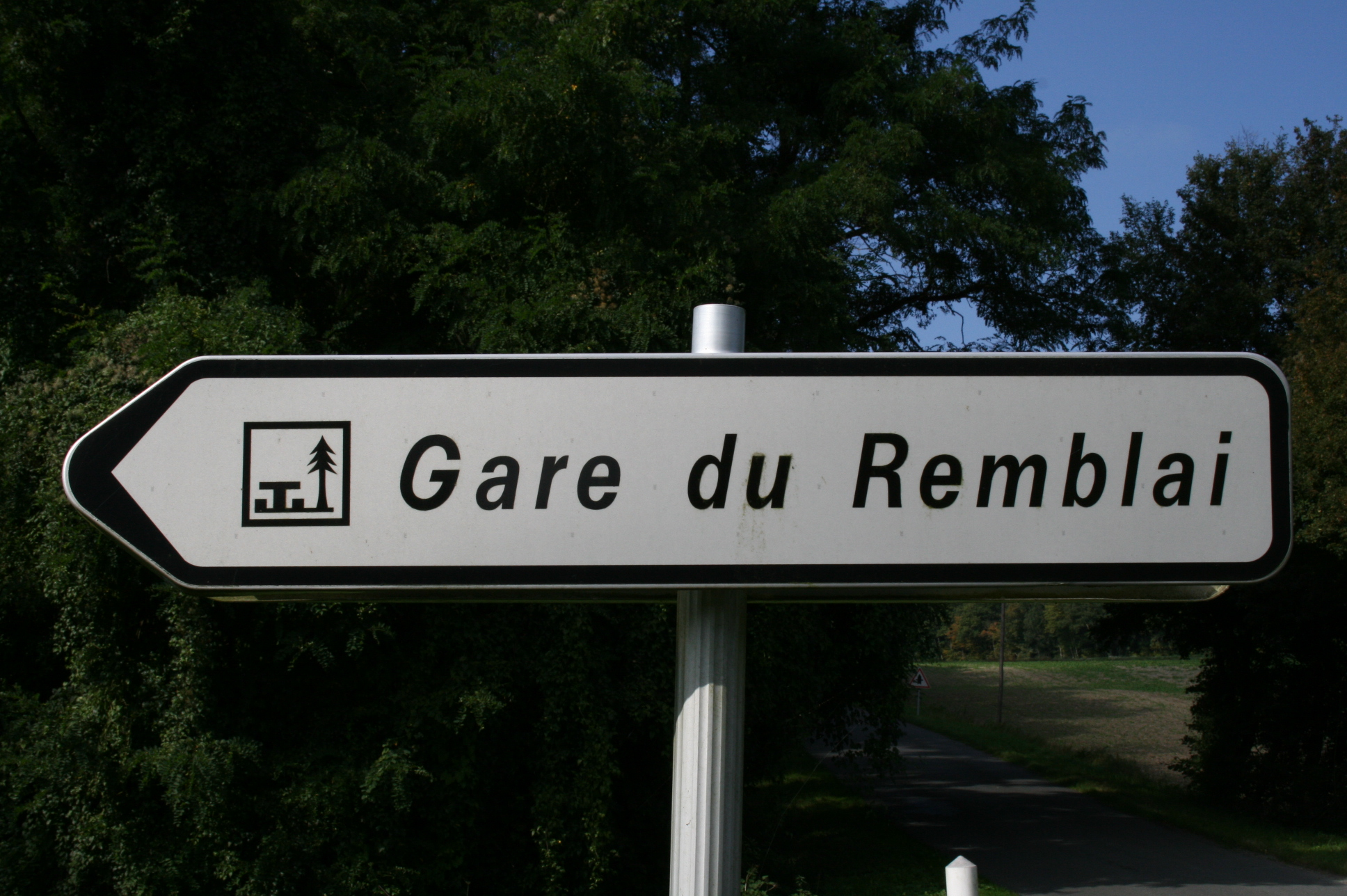
Panneau en pointe de flèche.

La pointe de flèche est le nom donné à l’extrémité des panneaux directionnels de position en France.

## Histoire
Les panneaux en points de flèches apparaissent dès la première normalisation de la signalisation routière en France en 1946. Mais il faut attendre l’instruction interministérielle du 22 mars 1982 relative à la signalisation de direction pour avoir une définition précise des caractéristiques dimensionnelles de la pointe de flèche.

## Caractéristiques dimensionnelles

Pointe de flèche.

Les paramètres qui définissent la pointe de flèche, à savoir sa hauteur h et sa longueur l dépendent de la hauteur de composition Hc et de la longueur du panneau :
| Type de panneaux               | L       | h          | l           |
| ------------------------------ | ------- | ---------- | ----------- |
| Panneau à 1 ligne sans symbole | ≤ 2 500 | 2Hc + 40   | 1,4Hc - 7   |
| Panneau à 1 ligne sans symbole | > 2 500 | 2Hc + 80   | 1,4Hc + 21  |
| Panneau à 1 ligne avec symbole | ≤ 2 500 | 3Hc + 40   | 2,1Hc - 7   |
| Panneau à 1 ligne avec symbole | > 2 500 | 3Hc + 80   | 2,1Hc + 21  |
| Panneau à 2 lignes             | ≤ 2 500 | 3,5Hc + 40 | 2,45Hc - 7  |
| Panneau à 2 lignes             | > 2 500 | 3,5Hc + 80 | 2,45Hc + 21 |
| Panneau à 3 lignes             | ≤ 2 500 | 5Hc + 40   | 3,5Hc - 7   |
| Panneau à 3 lignes             | > 2 500 | 5Hc + 80   | 3,5Hc + 21  |

## Sources
- Instruction interministérielle du 22 mars 1982 relative à la signalisation de direction.